# Ексетер
Ексетер (енгл. Exeter) је град у Уједињеном Краљевству у Енглеској у грофовији Девон. Град лежи на реци Екс, око 60 km североисточно од Плимута и 110 km југозападно од Бристола. Према процени из 2007. у граду је живело 116.250 становника.
Ексетер је био утврђено насеље у наистуренијем, југозападном делу римске Британије. Ексетерска катедрала, саграђена почетком 12. века, постала је англиканска након реформације у 16. веку.
Ексетер се сматра једним од десет градова са најбољим условима за започињање бизниса. Град има добру путну мрежу, са железничком станицом Сент Дејвидс, главном железничком станицом, ауто-путом М5 и међународним аеродромом. Иако је Ексетер туристички град, туризам није доминантна привредна грана у њему.

## Становништво
Према процени, у граду је 2008. живело 116.250 становника.
| 1981.  | 1991.  | 2001.   |
| ------ | ------ | ------- |
| 88.235 | 94.717 | 106.772 |

## Партнерски градови
- Бад Хомбург
- Рен
- Терачина